# Fabio Vitaioli
Fabio Vitaioli (sinh ngày 5 tháng 4 năm 1984) là một cầu thủ bóng đá người San Marino hiện tại thi đấu cho A.C. Libertas và Đội tuyển bóng đá quốc gia San Marino. Cùng với việc chơi bóng, anh còn là một chủ quán bar.